# Wielandomyces
Wielandomyces is een monotypisch geslacht van schimmels behorend tot de familie Bolbitiaceae. Het bevat alleen de soort Wielandomyces robustus. 